# Filmstaden Jönköping
Filmstaden Jönköping är en biograf i Jönköping i Sverige. Den har sju salonger, och invigdes den 23 maj 2007.

### Fotnoter
1. ↑  ”Filmstaden Jönköping”. SF Bio. http://www.sf.se/biografer/jonkoping-filmstaden/. Läst 11 januari 2014.